# タイミンガサ
タイミンガサ（大明傘、学名：Parasenecio peltifolius）は、キク科コウモリソウ属の大型の多年草。

## 特徴
根茎は短く分枝する。茎は直立し、基部の径4cm、高さ1-2mになり、上部に褐色の多細胞の縮毛が生える。茎につく葉はふつう3個が互生する。茎の下部につく葉の葉身は円形で、径35-55cmになり、掌状に9-14中裂し、縁に不ぞろいな鋸歯がある。葉質は軟らかく、葉の表面は黒緑色で縮毛があり、裏面は淡緑色で葉脈に沿って短毛が生えるかほとんど無毛。葉柄は長さ30-65cmになり、翼はなく、葉身に対して楯着し、基部は閉じた葉鞘になる。茎の中部につく葉は、下部のものより小さくなり、径は25-30cm、10-13中裂し、葉柄は楯着し、基部は抱茎してごく小さい耳があって、葉鞘は円筒形になる。
花期は9-10月。頭状花序は多数が大型の円錐状について、下向きに咲き、花柄は長さ9-15mmになる。頭花は6個の筒状花で構成されており、花冠は帯白色のあとに暗褐色になり、長さは10-11mmになる。総苞は黄緑色で縮毛があり、筒状で長さ9-11mm、総苞片は1列で5個あり、総苞の基部に線形の小さな苞がある。果実は痩果で、円柱形から紡錘形でやや扁平、長さ6-8mm、幅1mmになり、無毛。冠毛は白褐色で長さ8mmになる。染色体数2n=58。

## 分布と生育環境
日本固有種。本州の新潟県から兵庫県までの日本海側に分布し、深山の谷間などのやや湿った夏緑林の林床に生育する。日本海要素の植物である。ややめずらしい植物とされる。

## 名前の由来
和名タイミンガサは、「大明傘」の意。大型の楯状の傘に似た葉をつけたようすが、どこか外国を思わすようなエキゾチックな感があるので「大明」の名があるとされるが、1928年に牧野富太郎が種として記載する前からこの名はあり、1856年（安政3年）に出版された飯沼慾斎の『草木図説』前編20巻中第16巻に「タイミンガサ」がある。
種小名（種形容語）peltifolius は、「楯状の葉の」の意味。

## 種の保全状況評価
国（環境省）のレッドデータブック、レッドリストでの選定はない。都道府県のレッドデータ、レッドリストの選定状況は次の通り。新潟県-地域個体群(LP)、三重県-絶滅危惧II類(VU)、滋賀県-希少種、京都府-絶滅危惧種、岡山県-準絶滅危惧。

## ギャラリー

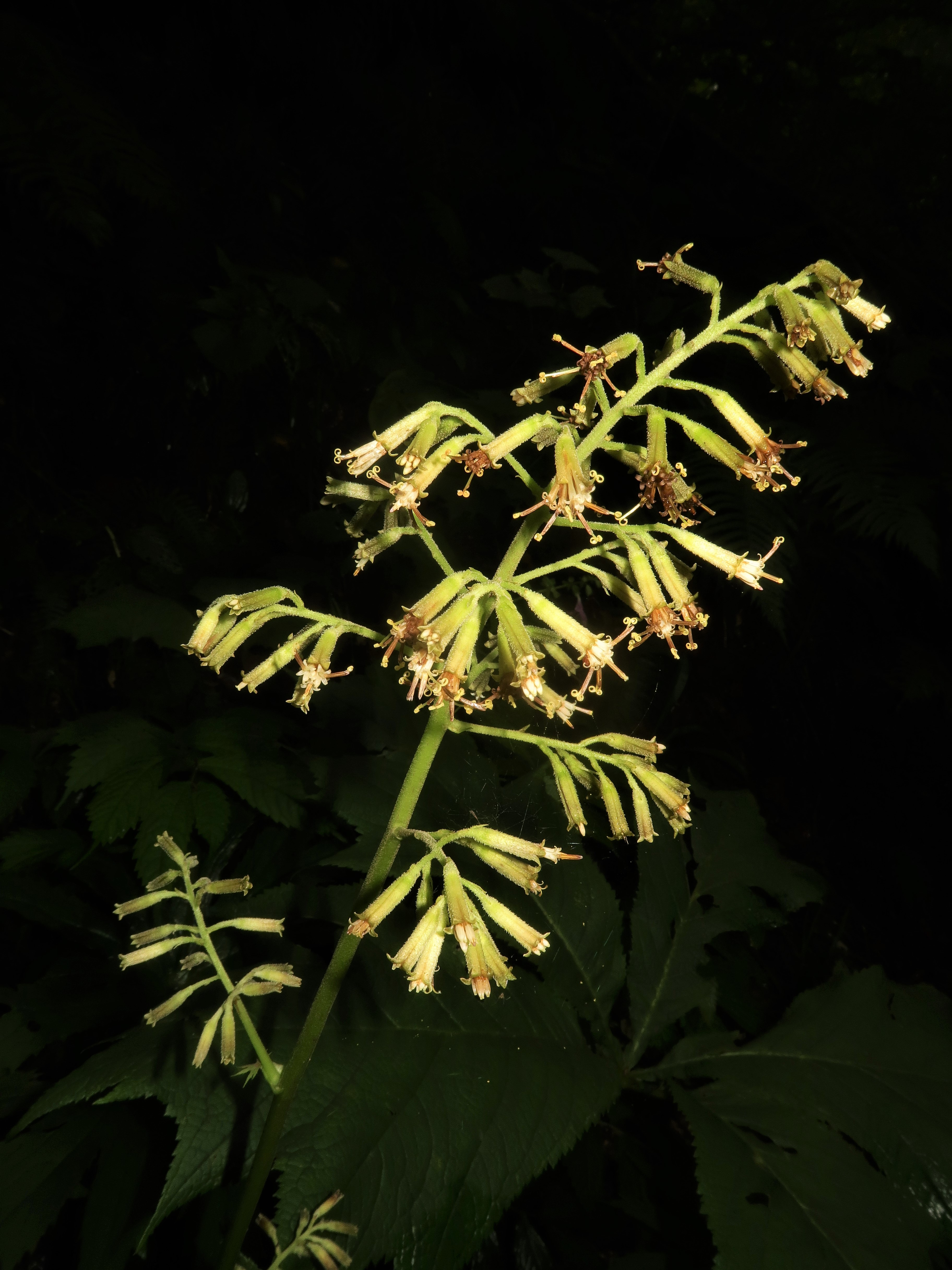
頭花は多数が大型の円錐状について、下向きに咲く。
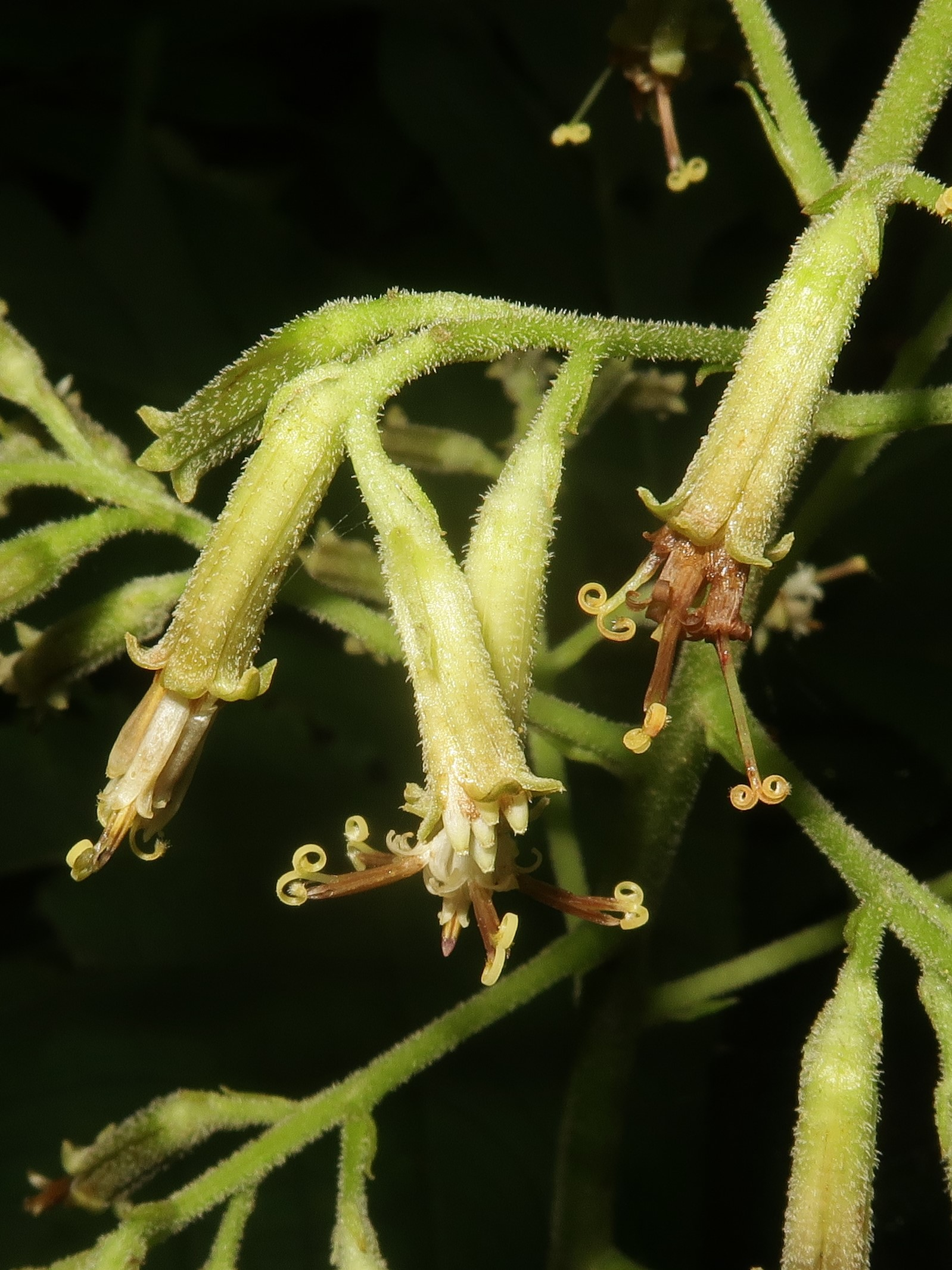
花冠は帯白色のあとに暗褐色になる。総苞は黄緑色で縮毛があり、筒状。総苞片は1列で5個あり、総苞の基部に線形の小さな苞がある。
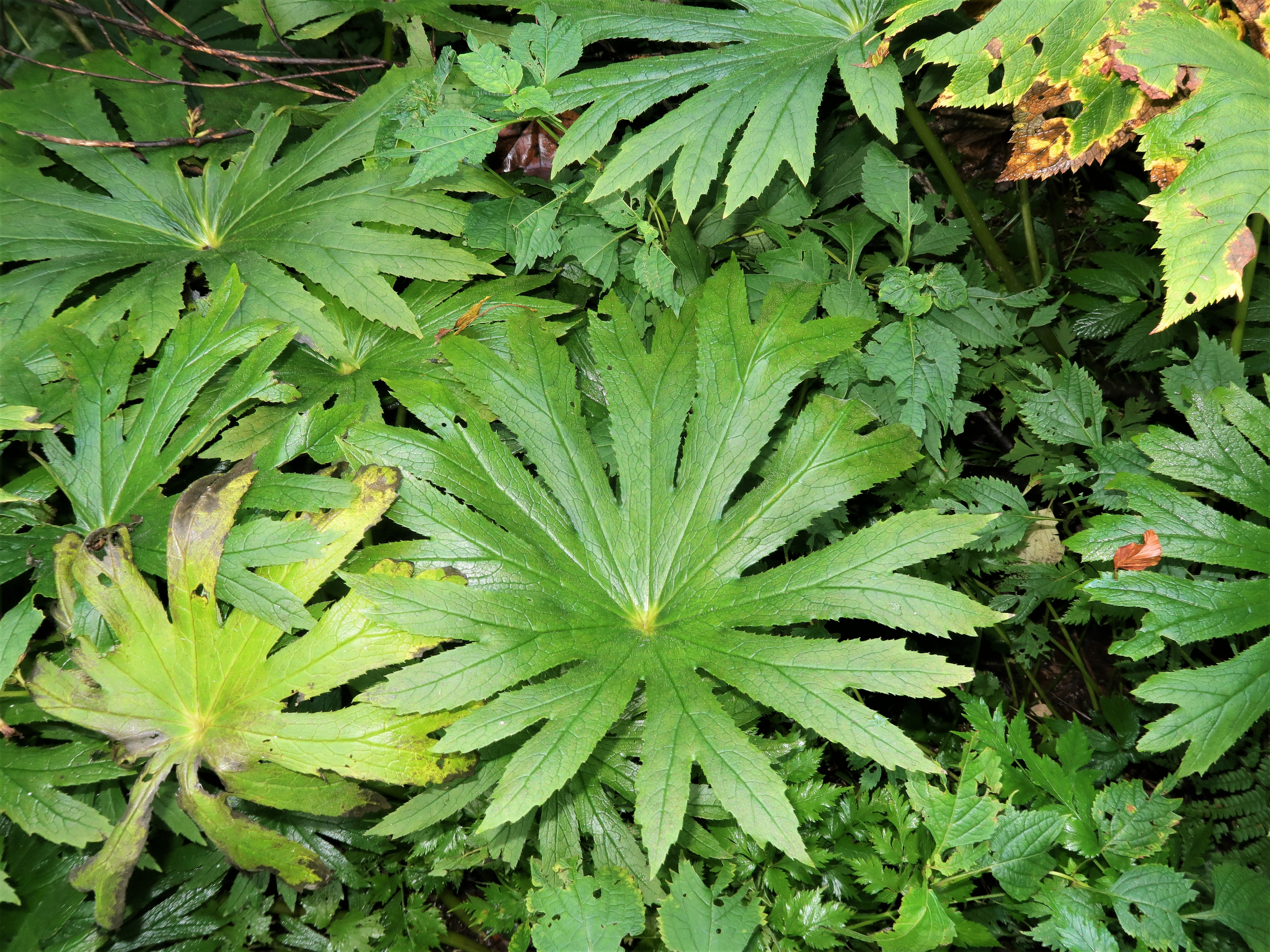
茎の下部につく葉の葉身は円形で、掌状に9-14中裂し、縁に不ぞろいな鋸歯がある。葉の表面は黒緑色で縮毛が生える。
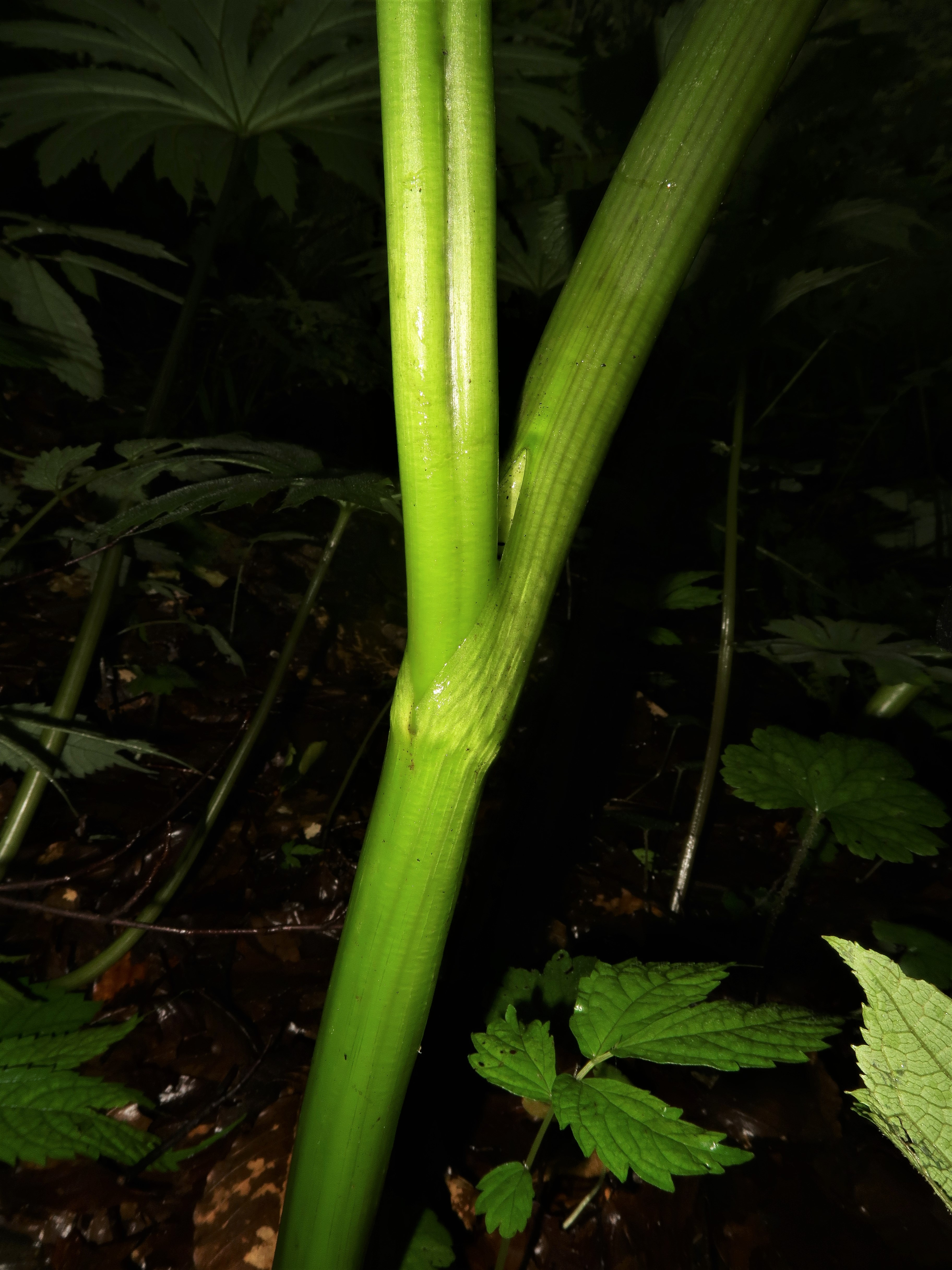
右に伸びるのが茎の下部につく葉の葉柄。左に伸びるのは茎。葉柄の基部は完全に閉じた葉鞘になる。
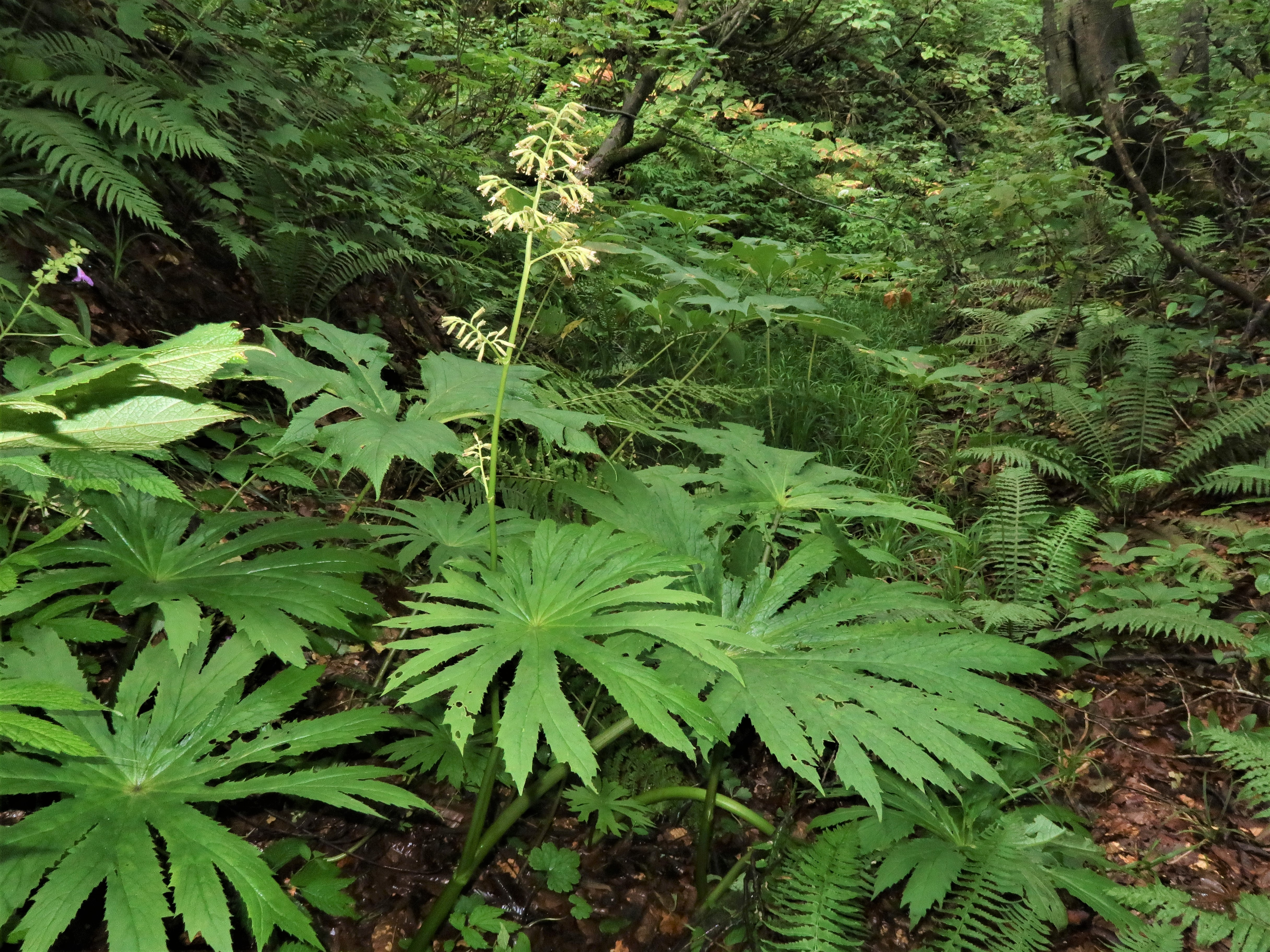
生育環境。深山のやや湿った谷間の夏緑林下に、ヤグルマソウ、アキギリ、ウワバミソウ、スゲ類、シダ類とともにあった。

## 分類
コウモリソウ属内および近縁の属に、葉身が円形で掌状に切れ込むものに、本種、ヤマタイミンガサ Parasenecio yatabei、オオモミジガサ Miricacalia makinoana、ヤブレガサ Syneilesis palmata などがある。本種は、高さ1-2ｍの大型になり、葉柄は葉身に対して楯着し、頭花は下向きに咲いて、花冠は帯白色になる。同属のヤマタイミンガサは、高さ60-90cｍになり、葉の基部が深い心形になり、葉柄は葉の基部につき、頭花は上向きに咲き、花冠は白色になる。両種ともに、花期には根出葉は生存しない。一方、オオモミジガサはオオモミジガサ属に属し、高さ55-80cｍになり、葉の基部が深い心形になり、葉柄は葉身に対して楯着し、頭花は下向きに咲き、花冠は黄色になり、総苞の基部に萼片状の苞があることが異なる。また、ヤブレガサはヤブレガサ属に属し、高さ70-120cｍになり、葉柄は葉身に対して楯着し、頭花は上向きに咲き、花冠は白色になり、花時にも根出葉が生存することが異なる。本種の茎葉の下部の葉身は径30-65cm、9-14中裂し、ヤマタイミンガサの茎葉の下部の葉身は径17-24cm、9-10中裂する。また、オオモミジガサの茎葉の下部の葉身は径25-33cm、9-11中裂し、ヤブレガサの茎葉の下部の葉身は径35-40cm、7-9深裂する。